# Teodorico flamens
Teodorico flamens (inizio secolo XI – 1082) fu signore di Wassenberg dal 1053 circa fino alla sua morte.

## Origine
Teodorico, secondo il Chronicon Sancti Huberti Andaginensis era figlio del signore di Wassenberg, Gerardo (Theodericum comitem qui filius Gerardi Flamensis) e della moglie di cui non conosciamo né il nome né gli ascendenti.
Di Gerardo flamens non si conoscono gli ascendenti; gli Annales Rodenses lo presentano come nobile, famoso e potente, assieme al fratello, Ruggero (in Flandriensi provintia duo nobiles germani fratres aput saeculum praeclari et potens, alter Gerardus et alter vocabatur Rutgerus).

## Biografia
Di Teodorico si hanno poche notizie.
 Non si conosce l'anno esatto della morte di suo padre, Gerardo: avvenne dopo il 1053 e Teodorico divenne signore di Wassenberg.
Teodorico viene menzionato nel 1076 per la donazione di una proprietà alla chiesa di San Pietro a Utrecht.
Teodorico viene citato, nel documento XLIII delle Chartes de l'Abbaye de Saint-Hubert en Ardenne, come procuratore dei beni di Ermengarda di Bree, in Limburgo, nel febbraio 1079.
Secondo il Chronicon Sancti Huberti Andaginensis, nel 1082, Teodorico fu catturato da Goffredo di Boulogne (Godefridus Theodericum comitem cepit qui filius Gerardi Flamensis), che, dopo averlo condotto a Boulogne (Bulonium, potrebbe essere anche il castello di Buglione), ordinò di custodirlo con liberalità; dopo circa sei mesi, Teodorico morì, sempre in cattività e fu programmato di seppellirlo nella basilica di San Gereone di Colonia (apud Sanctum Gereonem), ma poi fu sepolto nella chiesa di Sant'Uberto di Liegi (in ecclesia beati Huberti); questi avvenimenti sono riportati anche nel documento XLIII delle Chartes de l'Abbaye de Saint-Hubert en Ardenne.
Secondo il documento XLIII delle Chartes de l'Abbaye de Saint-Hubert en Ardenne, i figli, Gerardo e Gosvino fecero una donazione alla chiesa di Lille-Saint-Hubert.
A Teodorico succedette il figlio primogenito, Gerardo.

## Matrimonio e discendenza
Della moglie di Teodorico non conosciamo né il nome né gli ascendenti. Teodorico dalla moglie ebbe tre figli:
- Gerardo, come confermano sia il Chronicon Sancti Huberti Andaginensis (Theodericum comitem qui filius Gerardi Flamensis)[1], che le Chartes de l'Abbaye de Saint-Hubert en Ardenne[3] (circa 1060 – † 1129);
- Enrico, come risulta dal documento caput LXVII della Opera diplomatica et historica, tomus primus di Auberti Miraei, scritto dalla contessa di Boulogne, Ida di Lorena, figlia di Goffredo il Barbuto e madre di Goffredo di Buglione, che fu controfirmato da Enrico assieme al fratello, il conte di Gheldria, Gerardo (Gerardi comitis de Gelre et fratris eius Henrici)[7] ( † prima del 1138);
- Gosvino, come confermano sia il Chronicon Sancti Huberti Andaginensis (Theodericum comitem qui filius Gerardi Flamensis)[1], che le Chartes de l'Abbaye de Saint-Hubert en Ardenne[3] ( † dopo il 1104).